# Storbritannien i olympiska vinterspelen för ungdomar 2016
Storbritannien deltog i de olympiska vinterspelen för ungdomar 2016 i Lillehammer i Norge som avgjordes 12–21 februari 2016. Truppen bestod av 16 aktiva. Storbritannien tog två guld och två brons. Ytterligare en medalj togs i en gren med mixade länder.

## Medaljörer[2]
| Medalj | Namn              | Sport     | Gren                  | Datum       |
| ------ | ----------------- | --------- | --------------------- | ----------- |
| Guld   | Madison Rowlands  | Freestyle | Flickornas halfpipe   | 14 februari |
| Guld   | Ashleigh Pittaway | Skeleton  | Flickornas tävling    | 19 februari |
| Brons  | Madison Rowlands  | Freestyle | Flickornas slopestyle | 19 februari |
| Brons  | Kelsea Purchall   | Bob       | Flickornas monobob    | 20 februari |

### Medaljörer i mixade länder
Följande tog medaljer i lagtävlingar med mixade länder (NOK).
| Medalj | Namn       | Sport   | Gren         | Datum       |
| ------ | ---------- | ------- | ------------ | ----------- |
| Silver | Ross Whyte | Curling | Mixad dubbel | 21 februari |